# 竜潭山駅
竜潭山駅（りょうたんざんえき）とは、中華人民共和国吉林省吉林市竜潭区に位置する吉舒線、長図線、竜豊線の駅。

## 歴史
- 1927年 開業。

## 隣の駅
中華人民共和国鉄道部
長図線
吉林駅 - 竜潭山駅 - 江北駅
吉舒線
吉林駅 - 竜潭山駅 - 江北駅
竜豊線
竜潭山駅 - 大長屯駅